# Кація I Дадіані
Кація I Дадіані (груз. კაცია I დადიანი; д/н — 1710) — мтаварі Мегрелії у 1704—1710 роках.

## Життєпис
Походив з Другої династії Дадіані (Чіковані-Дадіані). Старший син Георгія IV, мтаварі Мегрелії, та Севдії, доньки Отії Мікеладзе.
1704 року батько передав Кації Мегрелію й титул мтаварі. Незважаючи на це Георгій IV продовжував зберігати значний вплив на Кацію I, який в значній мірі йому корився. Втім 1709 року разом з братом Бежаном перейшов на бік Георгія VII Багратіоні, царя Імереті, що спричинило збройний конфлікт з батьком, який був на боці царя Георгія VI Абашидзе. Іншим чинником протистояння батька і сина вважається розлучення Георгія IV із Севдією та одруження на доньці Абашидзе. Кація I завдав батькові поразки, в результаті чого той втік до Абхазії.
В подальшому був вірним союзником царя Георгія VII. Помер Кація I раптово 1710 року, що дозволило його батькові повернути собі владу в Мегрелії.